# بيرت سوندرز
بيرت سوندرز (بالإنجليزية: Burt Saunders)‏ هو سياسي أمريكي، ولد في 7 نوفمبر 1948 في هامبتون في الولايات المتحدة. حزبياً، نشط في الحزب الجمهوري. وقد انتخب عضو مجلس ولاية فلوريدا وانتخب عضو مجلس نواب فلوريدا.